# One More Light
| 전문가 평가             | 전문가 평가 |
| 총 점수                 | 총 점수     |
| 출처                    | 점수        |
| ----------------------- | ----------- |
| AnyDecentMusic?         | 4.0/10      |
| 메타크리틱              | 46/100      |
| 평가 점수               |             |
| 출처                    | 점수        |
| AllMusic                | [ 3 ]       |
| Classic Rock Magazine   | [ 4 ]       |
| Consequence of Sound    | D+          |
| London Evening Standard | [ 6 ]       |
| Newsday                 | B+          |
| NME                     | [ 8 ]       |
| Rock Sound              | 6/10        |
| Sputnikmusic            | 3.7/5       |

《One More Light》는 미국의 록 밴드 린킨 파크의 일곱 번째 스튜디오 음반이다. 2017년 5월 19일, 워너 브라더스 레코드와 머신 샵 레코드를 통해 발매되었다. 2017년 7월 20일에 사망하기 전 리드 보컬리스트 체스터 베닝턴이 참여한 린킨 파크 마지막 음반이다.
이 밴드는 2015년 9월부터 2017년 2월 사이에 여러 스튜디오에서 음반을 녹음했다. 밴드 멤버인 브래드 델슨과 마이크 시노다는 이 음반의 주요 프로듀서로 활동했다. 《One More Light》의 사운드는 이전 음반의 얼터너티브 록과 얼터너티브 메탈 사운드를 떠나 팝에 더 중점을 둔 것으로 묘사되었다. 이 음반에는 푸샤 T, 스톰지, 키아라의 게스트 보컬 참여와 J. R. 로템, 줄리아 마이클스, 저스틴 트랜터, 로스 골란, 앤드류 골드스타인, 블랙베어, 에그 화이트와의 제작과 작사, 작곡 협업이 수록되어 있다. 이 음반은 또한 〈One More Light〉라는 곡이 음반의 심장이라고 느꼈기 때문에 이 밴드의 첫 번째 타이틀곡이다.
이 음반의 리드 싱글 〈Heavy〉는 키아라를 피처링을 하여 2017년 2월 16일에 발매되었다. 음반 발매에 앞서 〈Battle Symphony〉, 〈Good Goodbye〉, 〈Invisible〉 등이 프로모션 싱글로 발매되었다. 〈Talking to Myself〉와 〈One More Light〉는 나중에 라디오 싱글로 발매되었다. 이 음반은 여러 나라에서 1위를 차지하며 상업적으로 좋은 성과를 거두었으며, 빌보드 200에서 밴드의 다섯 번째 1위 음반이 되었고 5개국에서 골드 인증을 받았다. 상업적인 호평에도 불구하고 음악 평론가들로부터 엇갈린 평가를 받았다. 이것은 매각에 대한 비난과 함께 베닝턴의 분노한 반응을 불러일으켰다.

## 배경
2014년 린킨 파크는 여섯 번째 스튜디오 음반 《The Hunting Party》를 발매했다. 마이크 시노다와 브래드 델슨이 프로듀싱한 이 음반은 릭 루빈의 도움을 받아 프로듀싱된 이전 음반의 전반적인 록 사운드에서 변화를 일으켰다. 《One More Light》의 사전 제작은 시노다의 The Hunting Party Tour 때인 2015년 중반부터 시작됐다. 투어가 끝나자마자 본작 제작이 시작되었다. 이 과정에서 밴드는 외부적인 도움을 받아 곡을 쓰기로 결정했다. 그들은 자예드 하산과 함께 작업했는데, 그 결과 그의 곡 〈Sailing Through the Clouds〉를 만들었고, 마틴 게릭스, 핫 칼, 밴드 Her0의 마이크 바처, 〈Things in My Jeep〉를 만든 더 론리 아일랜드, 그리고 ONE OK ROCK과 함께 작업했다. 그러나 이러한 협업 중 어떤 것도 이 음반의 최종 버전을 만들지 못했다. 이 음반은 《The Hunting Party》에 이어 두 번째로 자체 프로듀싱을 했다.

## 녹음

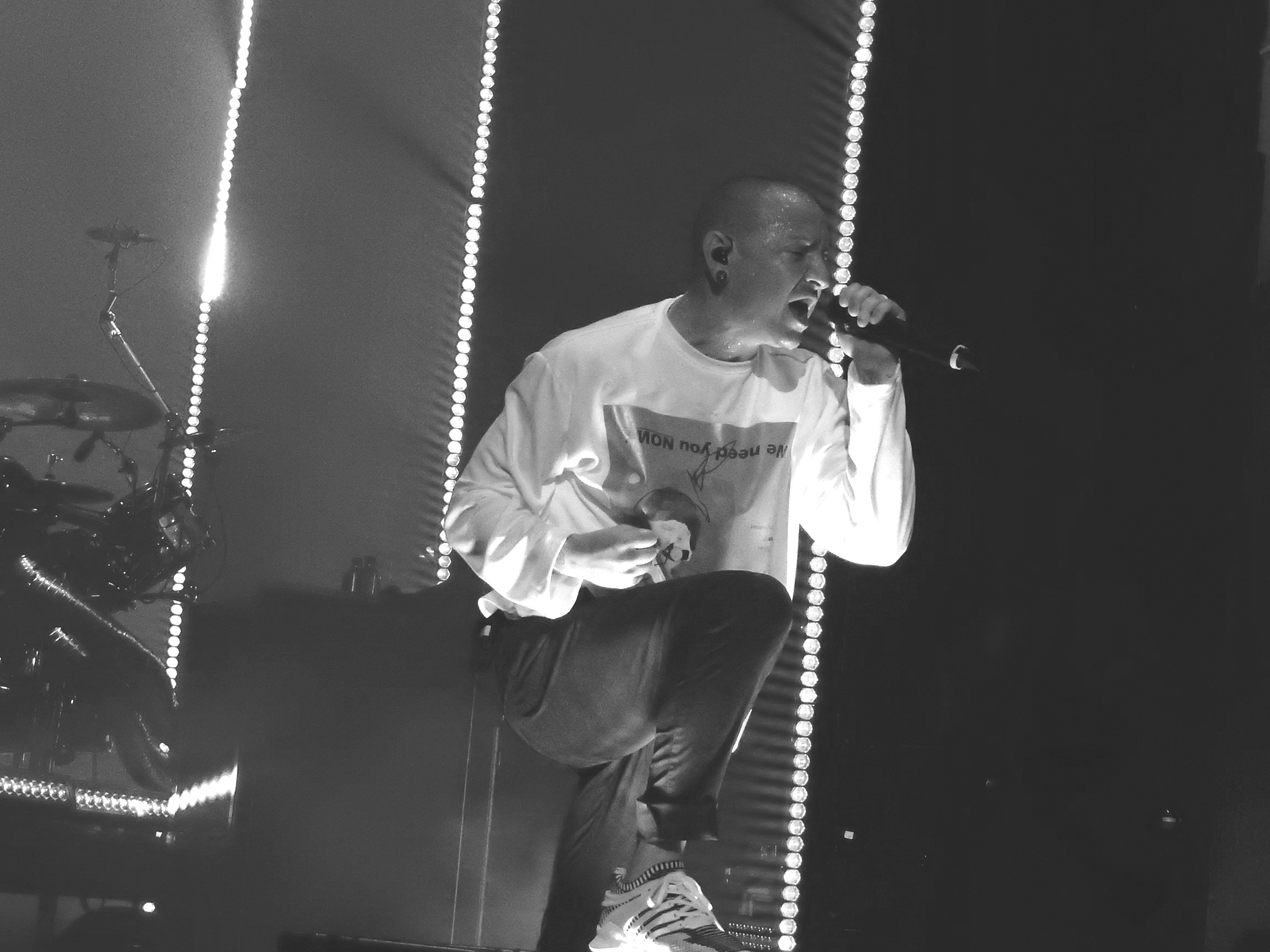
2017년 7월 4일 런던 O2 브릭스톤 아카데미에서 린킨 파크와 함께한 베닝턴의 마지막 공연 중 하나이다.

이 밴드는 주로 로스앤젤레스에서 작곡과 녹음을 해왔으나 런던과 캐나다에서 몇 명의 작곡가와 함께 작업하는 세션도 가졌다. 로스앤젤레스에서 밴드는 라라비 스튜디오에서 일하기 시작했는데, 그곳에서 그들은 이전 음반을 위해 일했다. 밴드가 좀 더 많은 공간이 필요하다는 것을 알아차린 후 그들은 스피어 스튜디오로 옮겼다. 2016년 초부터 밴드는 소셜 미디어를 통해 라이브 스트림을 하고, 스튜디오에 하루하루 사진과 동영상을 게시하고, 스튜디오 업데이트를 메일링 리스트에 보내면서 처음으로 팬들에게 그들의 과정을 공개하기로 결정했다.
시노다는 《빌보드》와의 인터뷰에서 "우리는 거의 독점적으로 작곡에 초점을 맞췄습니다. 사운드, 장르, 편곡, 단어, 멜로디에 초점을 맞추었습니다. 그리고 그것은 릭 루빈이 항상 우리에게 지난 몇 년 동안 해오라고 말한 것입니다. 그리고 우리는 결코 듣지 않았습니다. 왜냐하면 우리가 항상 먼저 일을 시작했기 때문입니다. 이제 우리는 노래를 쓰고 있고 이제 막 그런 스타일에 접어들기 시작했습니다." 런던에서 저스틴 파커와 함께 일하면서, 마이크는 작곡에 대한 다른 접근법, 즉 아무 소리 없이 쓰고 대신 의미를 염두에 두고 글을 쓰는 것을 배웠다. 곡들을 하나하나 쓰는 대신 밴드는 노래를 하지 않고는 세션을 떠나지 않았다. 이 모든 것은 대화로 시작할 것이고, 그 중에서 이 곡들은 화음 진행에서 가사로 점차적으로 지어질 것이다.

## 곡 목록
| #   | 제목                                    | 작사·작곡                                                   | 재생 시간 |
| --- | --------------------------------------- | ----------------------------------------------------------- | --------- |
| 1.  | 〈Nobody Can Save Me〉                  | 브래드 델슨, 조나단 그린, 마이크 시노다                     | 3:45      |
| 2.  | 〈Good Goodbye (Feat. 푸샤 T, 스톰지)〉 | 델슨, 시노다, 제시 샷킨, 푸샤 T, 스톰지                     | 4:31      |
| 3.  | 〈Talking to Myself〉                   | 일시 주버, 델슨, 시노다, J. R. 로템                         | 3:51      |
| 4.  | 〈Battle Symphony〉                     | 델슨, 그린, 시노다                                          | 3:36      |
| 5.  | 〈Invisible〉                           | 시노다, 저스틴 파커                                         | 3:34      |
| 6.  | 〈Heavy (Feat. 키아라)〉                | 체스터 베닝턴, 시노다, 델슨, 줄리아 마이클스, 저스틴 트랜터 | 2:49      |
| 7.  | 〈Sorry for Now〉                       | 시노다                                                      | 3:23      |
| 8.  | 〈Halfway Right〉                       | 베닝턴, 시노다, 델슨, 로스 골란                             | 3:37      |
| 9.  | 〈One More Light〉                      | 시노다, 에그 화이트                                         | 4:15      |
| 10. | 〈Sharp Edges〉                         | 시노다, 델슨, 주버                                          | 2:58      |

## 인증
| 국가                                                                                         | 인증     | 판매량/출하량 |
| -------------------------------------------------------------------------------------------- | -------- | ------------- |
| 오스트리아 (IFPI 오스트리아)                                                                 | 골드     | 7,500         |
| 독일 (BVMI)                                                                                  | 골드     | 100,000       |
| 헝가리 (MAHASZ)                                                                              | 골드     | 1,000^        |
| 이탈리아 (FIMI)                                                                              | 플래티넘 | 50,000*       |
| 영국 (BPI)                                                                                   | 골드     | 100,000       |
| 미국 (RIAA)                                                                                  | 골드     | 500,000       |
| *판매량을 기반으로 한 인증 · ^출하량을 기반으로 한 인증 · 판매량+스트리밍을 기반으로 한 인증 |          |               |